# 全国クリーニング生活衛生同業組合連合会
全国クリーニング生活衛生同業組合連合会（ぜんこくクリーニングせいかつえいせいどうぎょうくみあいれんごうかい、全ク連）は全国47都道府県に存在するクリーニング生活衛生同業組合の全国組織。

## 沿革
1957年（昭和32年）6月「環境衛生関係営業の運営の適正化に関する法律」が施行された。同法に基づき都道府県ごとの組合の中央連合体として1958年（昭和33年）4月18日に厚生大臣（現厚生労働大臣）より全国クリーニング環境衛生同業組合連合会が認可され設立された団体。2001年（平成13年）6月1日に現在の名称に変更された。

## 概要
各都道府県の会員数の総計は20000を超えるクリーニング業界最大の団体である。LDマーク、クリーニング業標準営業約款（Sマーク）の推進を行っている。

## 関連団体
同連合会には中青会（中央青年部会）も設立され、人材育成を行っている。また、クリーニング所の団体として全国クリーニング協議会、クリーニング団体や繊維製品の団体で構成される日本繊維製品・クリーニング協議会がある。